# Paul Godwin
Paul Godwin, dokł. Pinchas Goldfein, czytaj Pinkas Goldfein (ur. 28 marca 1902 w Sosnowcu, zm. 9 grudnia 1982 w Driebergen, Holandia) – w latach 20. i 30. XX w. skrzypek i dyrygent popularnej niemieckiej orkiestry tanecznej Tanz-Orchester Paul Godwin.

## Życiorys
Sosnowiec opuścił we wczesnej młodości. Wyjechał do Warszawy, gdzie pobierał nauki gry na skrzypcach, następnie wyjechał do Berlina. W Berlinie dyrygował kilkoma orkiestrami tanecznymi, interpretował i aranżował wiele standardów muzyki rozrywkowej.
W tym okresie uczestniczył w nagraniu wielu płyt dla niemieckiej wytwórni Deutsche Grammophon.
Po wybuchu II wojny światowej wyemigrował do Holandii.